# Sandheiden und Dünen bei Sandweier und Iffezheim
Das Naturschutzgebiet Sandheiden und Dünen bei Sandweier und Iffezheim liegt auf dem Gebiet des Stadtkreises Baden-Baden und des Landkreises Rastatt in Baden-Württemberg. Das 240,7 ha große Gebiet mit der Kenn-Nummer 2.230 steht seit dem 8. November 2011 unter Naturschutz.

## Beschreibung
Das aus vier Teilgebieten bestehende Naturschutzgebiet liegt zwischen dem Baden-Badener Stadtteil Sandweier im Süden, Iffezheim im Südwesten und Rastatt im Norden in den Naturräumen Nördliche Oberrheinniederung und Hardtebenen der Oberrheinischen Tiefebene. Dort befand sich zuvor das französische Militärgelände Puységur.
Es gilt als eines der bedeutendsten Sandgebiete Baden-Württembergs. In dem Lebensraum seltener und geschützter Tier- und Pflanzenarten tragen Ziegen und Schafe zur Erhaltung der Lebensräume bei. Dadurch, dass diese nicht gefüttert werden und so dem Gebiet nicht erwünschte Nährstoffe entziehen, werden niedrigwüchsige Pflanzen wie Sandglöckchen, Thymian und Silbergras gefördert. Mit 21 Metern Höhe ist eine der höchsten Dünen Badens im Wald zu sehen. Der Untergrund besteht aus Kiesboden; er wurde am Ende der Eiszeit von Flugsand überweht.

## Schutzzweck
Das Naturschutzgebiet dient der Erhaltung, Sicherung und Entwicklung
1. der Flugsandflächen und Dünenbildungen, die vielen Tier- und Pflanzenarten Lebensraum bieten;
2. der Fläche des FFH-Gebietes Magerrasen und Wälder zwischen Stollhofen und Sandweier, die zugleich im Naturschutzgebiet liegt, mit folgenden Lebensraumtypen:
- Binnendünen mit Magerrasen (2330)
- nährstoffarme bis mäßig nährstoffreiche Stillgewässer (3130)
- Hainsimsen-Buchenwald (9110)
- bodensaure Eichenwälder auf Sandebenen (9190)
- und sich künftig in der Flachwasserzone des Kühlsees entwickelnde kalkreiche, nährstoffarme Stillgewässer mit Armleuchteralgen (3140), und mit folgenden Arten des Anhangs 2 der FFH-Richtlinie: Gelbbauchunke (Bombina variegata), Hirschkäfer (Lucanus cervus), Scharlachkäfer (Cucujus cinnaberinus), Bechsteinfledermaus (Myotis bechsteinii);

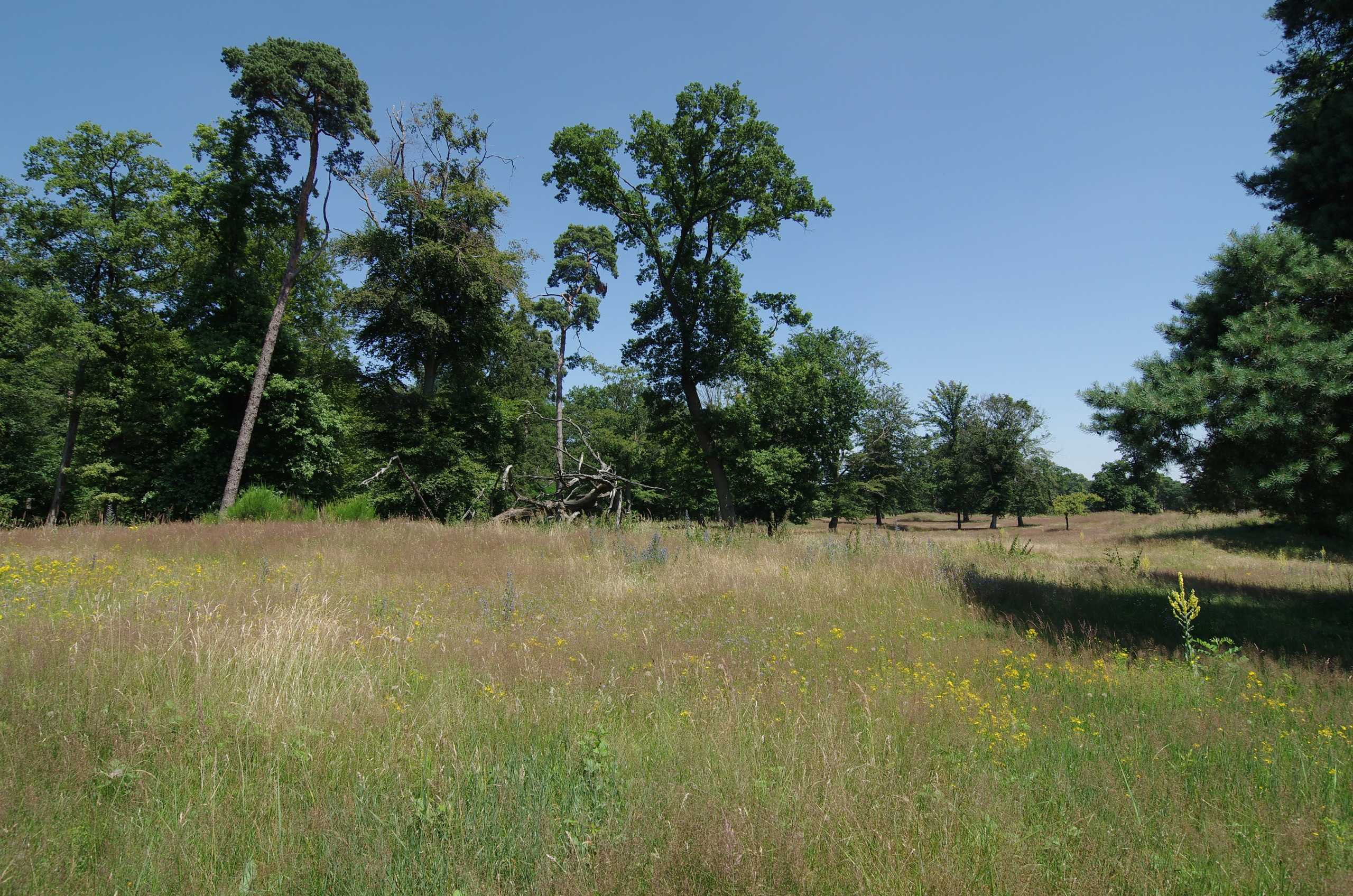
Sandheiden und Dünen bei Sandweier und Iffezheim

3. der Lebensräume, die an den sandig-kiesigen Untergrund gebunden sind oder von dessen Lebensbedingungen begünstigt werden, mit dem Nebeneinander unterschiedlicher Entwicklungsstadien der Vegetation vor allem folgender Lebensräume:
- Sand- und Magerrasen kalkfreier Standorte
- Magerrasen auf kalkreichem Kies
- blütenreiche Ruderalvegetation trocken-warmer Standorte
- sandig-kiesige Uferbereiche
- Besenginster-Gebüsche unterschiedlicher Altersstadien
- lichte Kiefern-Wälder auf Dünen
- lichte Birkenbestände
- Hainsimsen-Buchenwald
- breitkronige Eichenbestände;

4. der zeitweise wasserführenden Kleingewässer als Lebensraum hochgradig bedrohter Tier und Pflanzenarten wie Knorpelblume (Illecebrum verticillatum), Ysop-Weiderich (Lythrum hyssopifolia), Grüne Strandschrecke (Aiolopus thalassinus), Kreuzkröte (Bufo calamita) und Binsen-Prachtkäfer (Aphanisticus pusillus);
5. der Sandrasen, lichten Waldränder, Waldinnensäume, Sandwege und Besenginster-Gebüsche, die folgenden Tierarten als Brut-, Nahrungs-, Rückzugs-, Rast- und/oder Durchzugslebensraum dienen: Schwarzkehlchen (Saxicola rubicola), Neuntöter (Lanius collurio), Heidelerche (Lullula arborea), Wendehals (Jynx torquilla), Baumfalke (Falco subbuteo), Wespenbussard (Pernis apivorus); Braunkehlchen (Saxicola rubetra), Steinschmätzer (Oenanthe oenanthe), Wiesenschafstelze (Motacilla flava), Raubwürger (Lanius excubitor), Wiedehopf (Upupa epops), Brachpieper (Anthus campestris), Steppenbienchen (Nomioides minutissimus), Kreisel-Wespe (Bembix rostrata), Dünen-Pelzbiene (Anthophora bimaculata), Hasenklee-Seidenbiene (Colletes marginatus), Schmaler Ginster-Prachtkäfer (Agrilus cinctus) und Breiter Ginster-Prachtkäfer (Anthaxia mendizabali);
6. der Flachwasserzonen und sandig-kiesigen Uferbereiche, Kiesbänke, Steilabbrüche und Sandrasen als Lebensraum für seltene und geschützte Tier- und Pflanzenarten der Kiesgruben mit günstigen Lebensbedingungen für Fluss-Regenpfeifer (Charadrius dubius), Uferschwalbe (Riparia riparia), Wechselkröte (Bufo viridis), Grüne Strandschrecke (Aiolopus thalassinus) und Wasserpflanzen wie Armleuchteralgen (Characeae);
7. der sich künftig entwickelnden oder ansiedelnden Lebensräume und Arten von besonderer ökologischer Bedeutung;
8. und der Erhaltung der mittelalterlichen Wölbäckerfluren im Niederwald.